# Prorachia darioides
Prorachia darioides là một loài bướm đêm trong họ Noctuidae.